# 细柄草
细柄草（学名：Capillipedium parviflorum），为禾本科细柄草属下的一个植物种。